# Mannia triandra
Mannia triandra là một loài rêu trong họ Aytoniaceae. Loài này được Scop. Grolle mô tả khoa học đầu tiên năm 1975.